# Das perfekte Model
Das Perfekte Model è un reality show tedesco andato in onda per la prima volta il 31 gennaio 2012 sul canale tedesco VOX, e può essere considerato uno spin-off del celebre Germany's Next Topmodel.
Venti ragazze vengono selezionate per entrare a far parte del cast finale, quindi vengono divise in due gruppi, capitanati da due celebrità del mondo della moda: Eva Padberg e Karolína Kurková. Ogni settimana, le ragazze affrontano casting, sfilate e servizi fotografici, quindi vengono giudicate e la peggiore (o le peggiori) eliminata/e.
Questa prima ed unica edizione è stata vinta dalla ventitreenne Anika Scheibe, della squadra di Eva. Nell'ottobre del 2012, la concorrente Jennifer Scherman è deceduta a causa di un virus contratto durante un viaggio in Argentina.

## Concorrenti
(L'età si riferisce al tempo della messa in onda)
| Concorrente           | Età | Residenza            | Altezza | Team     | Posizione  |
| --------------------- | --- | -------------------- | ------- | -------- | ---------- |
| Lilly-Elise Hodgson   | 19  | Mörfelden-Walldorf   | 172 cm  | Karolina | 20.        |
| Lena Hammerstingl     | 19  | Monaco di Baviera    | 181 cm  | Eva      | 19.        |
| Anastasia Sedlick     | 22  | Monaco di Baviera    | 182 cm  | Eva      | 18.        |
| Wiebke-Maria Siebert  | 30  | Berlino              | 176 cm  | Karolina | 17.        |
| Julia Schindler       | 22  | Duisburg             | 177 cm  | Karolina | 16.        |
| Cindy Valérie Wersche | 18  | Monaco di Baviera    | 180 cm  | Eva      | 15.        |
| Lara Helmrich         | 20  | Berlino              | 173 cm  | Karolina | 14.        |
| Nina Bauer            | 21  | Recklinghausen       | 181 cm  | Eva      | 13.        |
| Anne Wunderlich       | 20  | Siegen               | 170 cm  | Eva      | 12.        |
| Paula-Helen Mannhardt | 21  | Lörrach              | 173 cm  | Karolina | 11.        |
| Sissi Pohle           | 19  | Waldkirch            | 172 cm  | Eva      | 10.        |
| Diana Laptschenko     | 22  | Berlino              | 174 cm  | Karolina | 9.         |
| Eva-Marie Broich      | 25  | Lahnstein            | 182 cm  | Eva      | 8.         |
| Samantha Striegel     | 18  | Hannover             | 175 cm  | Karolina | 7.         |
| Lysann Geller         | 21  | Bannewitz            | 175 cm  | Eva      | 6.         |
| Paula Weigel          | 23  | Düsseldorf           | 175 cm  | Karolina | 5.         |
| Jennifer Scherman     | 19  | Münster              | 174 cm  | Eva      | 4.         |
| Jenny Jessen          | 16  | Giengen an der Brenz | 174 cm  | Karolina | 3.         |
| Johanna Gerber        | 22  | Berlino              | 182 cm  | Karolina | 2.         |
| Anika Scheibe         | 23  | Monaco di Baviera    | 177 cm  | Eva      | Vincitrice |